# Joaquim Guedes
Joaquim Manoel Guedes Sobrinho (* 1932 in São Paulo; † 27. Juli 2008) war ein brasilianischer Architekt.
Guedes war bekannt dafür, dass er Formalismen ablehnte und eine Architektur bevorzugte, die auf Alltagsbedürfnisse einging. Er war Kritiker Oscar Niemeyers und der Hauptrichtung der brasilianischen Architektur. Obwohl er meist der Paulista-Schule zugerechnet wurde, galt er daher vielen Kollegen als „Schwarzes Schaf“. Guedes arbeitete an mehr als 400 Projekten; seit 1955 wirkte er in São Paulo. Am bekanntesten wurden seine Einfamilienhäuser und Stadtprojekte, zu denen auch der Entwurf für die neue Stadt Caraíba im Staat Bahia zählt.

## Bauwerke (Auswahl)
- Cunha Lima House, São Paulo (1957)[1]